# NGC 4269
NGC 4269 је лентикуларна галаксија у сазвежђу Девица која се налази на NGC листи објеката дубоког неба.
Деклинација објекта је + 6° 0' 55" а ректасцензија 12h 19m 49,2s. Привидна величина (магнитуда) објекта NGC 4269 износи 12,9 а фотографска магнитуда 13,8. NGC 4269 је још познат и под ознакама UGC 7372, MCG 1-32-5, CGCG 42-24, VCC 373, near SAO 119333, PGC 39719.